# Dvorac Ankara
Dvorac Ankara (tur. Ankara Kalesi) povijesna je utvrda u gradu Ankara, Turska. Premda se naziva dvorcem (tur. kale), zapravo se radi o vojnoj utvrdi izgrađenoj u obrambene svrhe oko koje se kasnije razvilo naselje.

## Povijest
Točna godina izgradnje unutrašnjeg dijela utvrde nije poznata, međutim pretpostavlja se da su ju izgradili Hetiti ili Frigijci u 7. st. pr. Kr., Utvrda je nanovo izgrađen 668. godine tijekom vladavine bizantskog cara Konstantina IV., a obnavljana je 740. godine tijekom vladavine cara Leona III. Izaurijskog, 805. godine tijekom vladavine cara Nikefora I. i 869. godine tijekom vladavine cara Bazilija I. Makedonca.
Godine 1073., utvrda je pala u ruke turkijskih Seldžuka, a 1101. godine zauzeli su ju križari. Pod vlast Seldžuka vratila se 1227. godine, nakon čega je seldžučki sultan Alâeddin Keykubad I. dao popraviti utvrdu. Natpis na sjeverozapadnim vratima kaže da je 1249. godine seldžučki sultan İzzeddin Keykâvus II. također dao popraviti utvrdu, te napraviti neke preinake na njoj.
Utvrda je zadržala svoju stratešku važnost tijekom Osmanskog Carstva, no nije bilo značajnijih nadogradnji ili popravaka tijekom toga razdoblja, osim 1832. godine kada je Ibrahim-paša od Egipta dao proširiti vanjske zidine.

## Arhitektura
Utvrda je smještena na brdu i sastoji se od dva dijela. Prvi dio utvrde nalazi se na povišenom dijelu (110 m od tla) i naziva se citadelom, odnosno unutarnjim dvorcem (tur. iç kale). Drugi dio utvrde nalazi se u podnožju brda i naziva se vanjskim dvorcem (tur. dış kale).
Unutarnji dio utvrde prostire se na površini od oko 43 000 m² i okružen je zidinama visokima 14 – 16 m koji se pružaju oko 350 m u smjeru sjever – jug i 180 m u smjeru istok – zapad. U sustavu vanjskih zidina na svakih 15 – 20 m izdiže se po jedan bastion. Ukupno je 42 bastiona, te su većinom peterokutnog oblika. Najpoznatiji od njih je onaj smješten u sjeveroistočnom dijelu utvrde, te je ujedno i njezina najviša točka. Naziva se Akkale što u prijevodu znači Bijeli dvorac.
Vanjski dio utvrde okružuju stari grad Ankaru, te ima gotovo 20 bastiona.

## Galerija
- Bastion sa satom i glavna vrata utvrde
- Bastion Akkale (sjeveroistočni dio utvrde)
- Pogled na utvrdu iz parka Hacı Bayram džamije